# Reinhard Genzel
Reinhard Genzel (Bad Homburg vor der Höhe, 24 marzo 1952) è un astrofisico tedesco, che ha dato contributi decisivi nei campi dell'astronomia dell'infrarosso e submillimetrica, dell'imaging astronomico ad alta definizione, nello studio del Centro della Via Lattea, dei buchi neri supermassicci nel centro delle galassie, dei meccanismi di formazione ed evoluzione galattica e dei fenomeni di formazione stellare.
Nel 2020 ha condiviso con Roger Penrose e Andrea Ghez il Premio Nobel per la fisica per la sua scoperta di un buco nero supermassiccio al centro della nostra galassia.

## Formazione

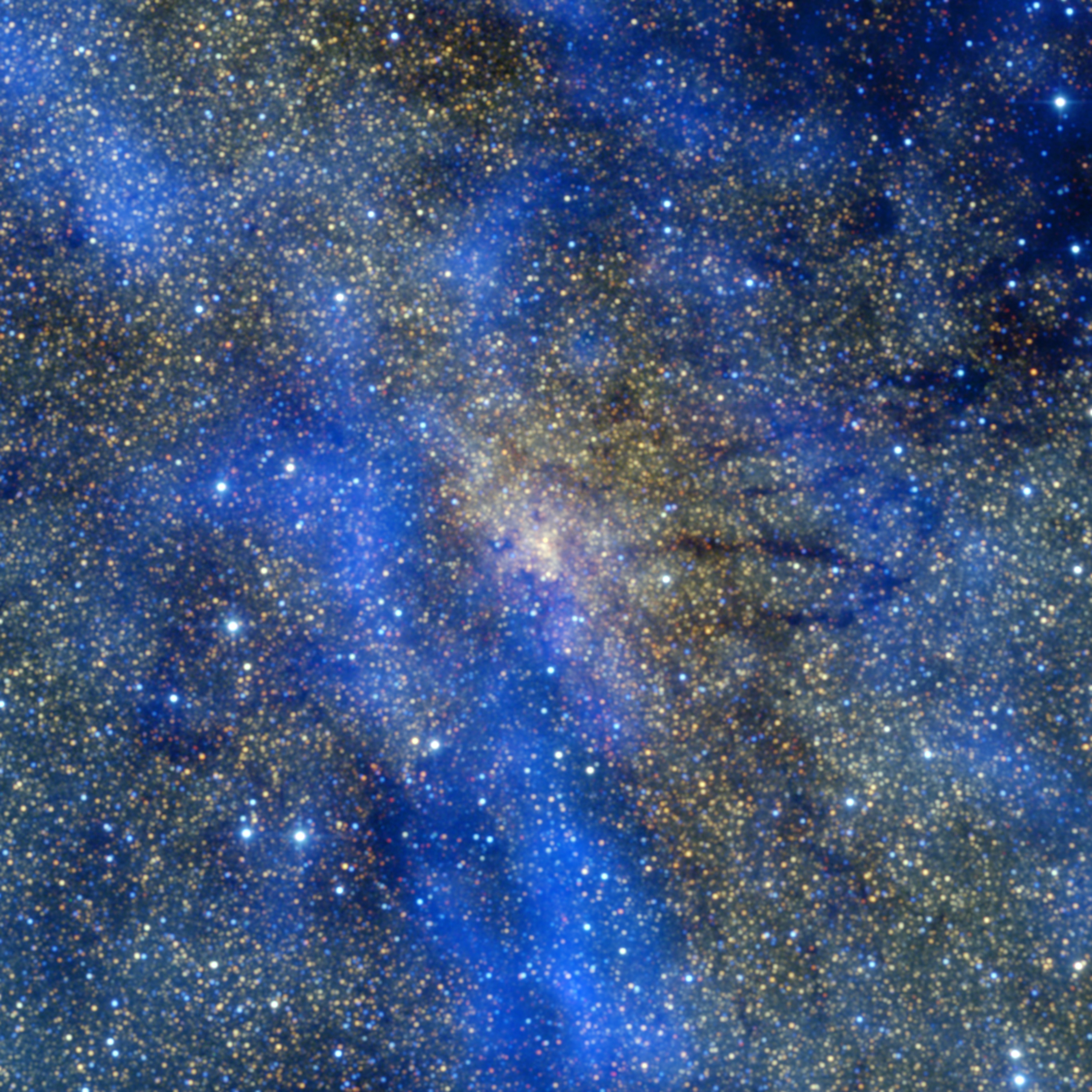
Uno dei campi d'indagine di Genzel: le regioni centrali della via Lattea, a 26000 anni luce dalla Terra, qui in un'immagine composita dell'Atacama Pathfinder Experiment, a lunghezze d'onda submillimetriche e del vicino infrarosso.

### Studi universitari e formazione post-dottorale
Genzel ha ottenuto nel 1975 la laurea in fisica e astronomia all'Università di Bonn dove ha conseguito il PhD nel 1978. Nello stesso anno ha ottenuto il PhD in radioastronomia al Max Planck Institute für extraterrestrische Physik discutendo una tesi sui maser astrofisici. Dopo il dottorato ha lavorato all'Harvard-Smithsonian Center for Astrophysics di Cambridge, Massachusetts (1978-1980), ed è stato Miller Research Fellow dal 1980 al 1982.

### Carriera accademica e scientifica
È stato docente all'Università della California a Berkeley dal 1981 al 1986.
È entrato a far parte del comitato scientifico del Max-Planck-Gesellschaft nel 1986, diventando anche direttore del Max-Planck-Institut für extraterrestrische Physik di Garching e insegnando alla Università Ludwig Maximilian di Monaco di Baviera, dove ricopre la carica di professore onorario dal 1988. Negli anni dal 1987 al 1989 è stato visiting professor a Berkeley dove è docente ordinario dal 1999.

## Campi di ricerca

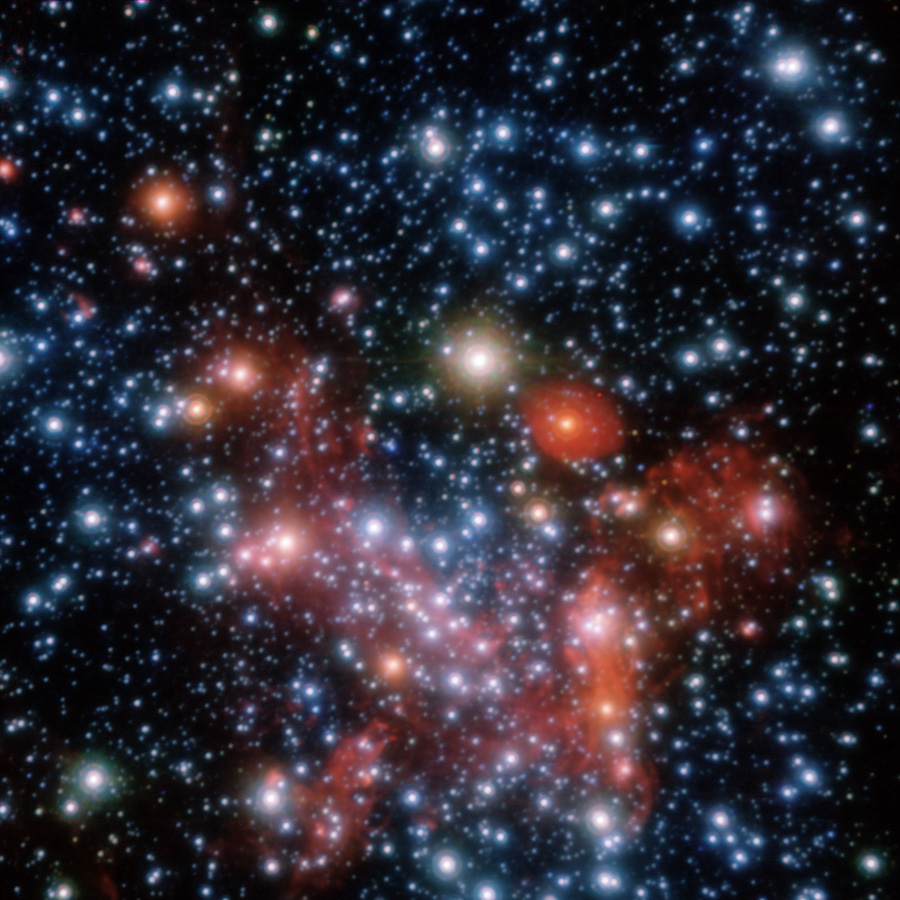
Immagine ESO nel vicino infrarosso delle circa 30 stelle intorno al centro galattico e al suo buco nero supermassiccio (strumentazione NACO (NAOS-CONICA) del VLT)

I campi di interesse di Reinhard Genzel sono lo studio dei buchi neri supermassicci, le aree di formazione stellare, il centro galattico, la nascita e l'evoluzione delle galassie, l'astronomia dell'infrarosso e submillimetrica, l'imaging astronomico ad alta definizione.

### Astronomia dell'infrarosso
Negli anni settanta e all'inizio degli anni ottanta Genzel ha collaborato con il premio Nobel per la fisica Charles Hard Townes nello sviluppo di strumenti di misura in grado di indagare il Centro galattico nella regione spettrale dell'infrarosso. Era quello un filone di ricerca assai promettente (data la capacità delle radiazioni elettromagnetiche dello spettro infrarosso di attraversare relativamente indenni le nubi interstellari), ma i cui sviluppi erano a quel tempo frustrati dalla difficoltà di raggiungere alte risoluzioni angolari.
Dagli anni novanta Genzel, con i suoi collaboratori, ha dato un decisivo contributo allo sviluppo di strumentazione più sensibile, riuscendo a raggiungere risoluzioni angolari prima impensabili, con cui è stato possibile compiere investigazioni sul centro della Via Lattea nella regione del vicino infrarosso.

### Imagingastronomico ad alta definizione
Genzel e il suo gruppo di ricerca hanno dato un contributo notevole alla realizzazione di dispositivi ed esperimenti per l'imaging astronomico ad alta definizione, come nel caso del Very Large Telescope dell'European Southern Observatory in Cile, per il quale, tra l'altro, insieme al suo gruppo, ha messo a punto lo spettrografo SINFONI il cui uso, in combinazione con le ottiche adattive del VLT, permette la virtuale eliminazione delle distorsioni dovute a turbolenze atmosferiche. Ha collaborato inoltre alla realizzazione della strumentazione dell'Infrared Space Observatory e della missione Far Infrared and Sub-millimetre Telescope/Herschel Space Observatory dell'ESA-Agenzia spaziale europea.

### Orbite stellari e oggetti astronomici in prossimità del centro galattico

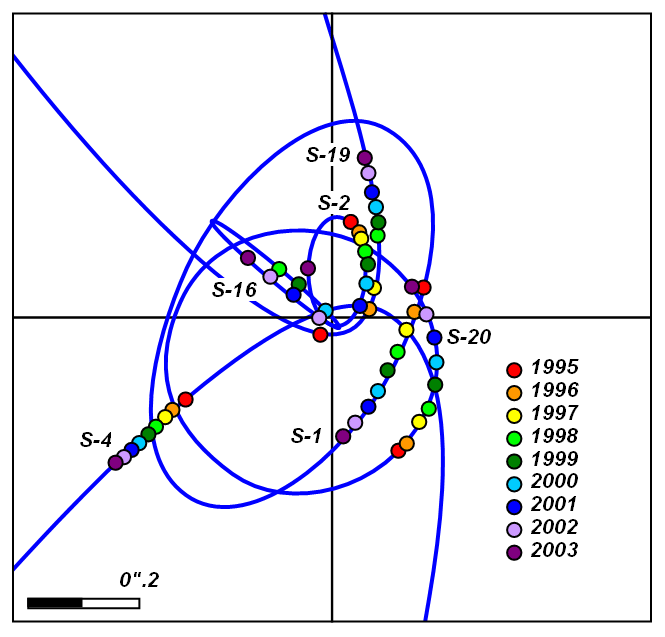
Schema delle orbite osservate per alcune stelle nel cluster del centro della Via Lattea

Nel 1996, grazie a questi progressi, Genzel e il suo gruppo sono stati i primi a dimostrare, con due osservazioni indipendenti, che le orbite di stelle molto vicine al centro della Via Lattea erano suscettibili di misurazione. Per una di queste, ad esempio, è stato in grado di misurare il periodo orbitale di appena 15,2 anni, corrispondente a una velocità di ben 5000 km/s su un'orbita dell'ordine di grandezza del sistema solare, mostrando così, con «prova inoppugnabile», che quell'orbita stellare è determinata dal sistema gravitazionale di un unico oggetto astronomico, estremamente massivo, della massa pari a circa 3,75×106 masse solari, forse un buco nero supermassiccio. Il suo filone di ricerca è stato poi perseguito parallelamente e indipendentemente dal gruppo dell'astronoma Andrea Mia Ghez, che ha fatto uno studio simile utilizzando il Keck Telescope.
Quanto dimostrato per la Via Lattea può essere esteso, quasi senza alcun dubbio, anche alle concentrazioni stellari di simile entità che si raggiungono nei centri delle galassie più vicine.
Gli studi sul centro della Via Lattea hanno poi mostrato come una delle previsioni teoriche della relatività generale di Albert Einstein, vale a dire la possibile formazione ed esistenza dei buchi neri, possa effettivamente realizzarsi in natura, anche in regioni poste all'interno della nostra galassia e quindi a noi relativamente vicine (circa 25 000 anni luce).

### Nascita ed evoluzione delle galassie
Le scoperte di Genzel hanno un notevole impatto sullo studio dei meccanismi di genesi e di evoluzione delle galassie: 
la presenza di oggetti super massivi nelle loro zone centrali fornisce infatti uno degli indizi più notevoli per far luce sui meccanismi, ancora misteriosi, che sovrintendono alla loro formazione e trasformazione.
Proprio alle fasi più mature dell'evoluzione galattica Genzel ha rivolto parte della sua attenzione, servendosi congiuntamente dell'ISO-Infrared Space Observatory e di telescopi con base a terra, indagando sui meccanismi di fusione tra diversi corpi galattici, mediante osservazione di galassie ad emissione ultraluminosa nell'infrarosso, la cui esistenza appare collegata a tali meccanismi di interazione e fagocitazione che coinvolgono distinti corpi galattici.

### Aree di formazione stellare

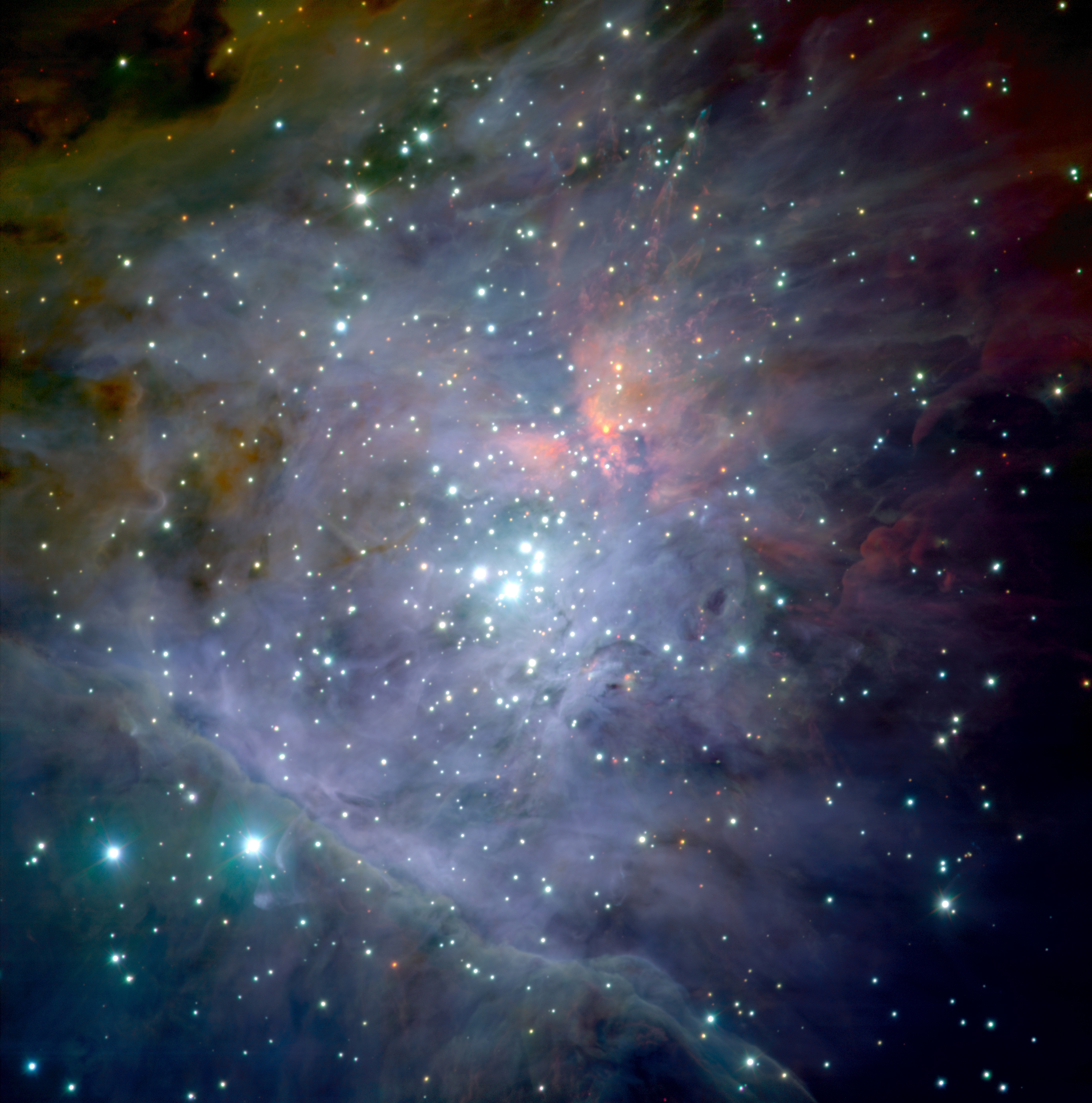
La parte centrale della nebulosa di Orione, sede di aree di formazione stellare. Composizione di 81 immagini all'infrarosso ottenute con l'apparato ISAAC dell'ESO

Genzel ha rivolto la sua ricerca alle fornaci stellari della Nebulosa di Orione, attraverso l'osservazione radiotelescopica delle emissioni maser provenienti dalle molecole d'acqua presenti in quella regione di formazione stellare: grazie a osservazioni sincrone effettuate da una rete di radiotelescopi distribuiti sulla superficie terrestre, è riuscito a realizzare un decisivo miglioramento della risoluzione spaziale delle misure.

## Riconoscimenti
- Borsa di studio dallo "Studienstiftung des deutschen Volkes", 1975[1]
- Otto-Hahn-Medaille, Max-Planck-Gesellschaft, 1980[1]
- Miller Research Fellowship, Università della California a Berkeley, 1980-1982[1]
- Presidential Young Investigators Award, National Science Foundation, 1984[1]
- Newton Lacy Pierce Prize, American Astronomical Society, 1986[1]
- Gottfried Wilhelm Leibniz Prize, Deutsche Forschungsgemeinschaft, 1990[1]
- De Vaucouleurs Medal, University of Texas, 2000[1]
- Hans-Janssen-Preis, Accademia delle scienze di Gottinga, 2000[1]
- Stern-Gerlach-Medaille, per la fisica sperimentale, Deutsche Physikalische Gesellschaft, 2003
- Premio Balzan per l'Astronomia dell'infrarosso, 2003[7]
- Medaglia Albert Einstein, 2007[8]
- Shaw Prize, 2008[2]
- Premio "Galileo 2000", 2009[9]
- Premio Crafoord, Accademia Reale Svedese delle Scienze, 2012
- Premio Nobel per la Fisica, 2020, insieme a Roger Penrose e Andrea Ghez
- Al suo nome è dedicato anche un oggetto astronomico, l'asteroide 18241 Genzel, appartenente alla fascia principale[10].

## Affiliazioni accademiche e scientifiche
- Membro dell'American Physical Society, 1985
- Membro straniero della United States National Academy of Sciences, 2000[1]
- Membro straniero della Académie des Sciences (Institut de France), 1998[1]
- Membro della Deutsche Akademie der Naturforscher Leopoldina, 2002[1]
- Membro della European Academy of Sciences, 2002
- Membro senior della Bayerische Akademie der Wissenschaften, 2003
- Membro della Royal Society